# Jeanne-Marie Coetzer
Jeanne-Marie Coetzer (Vereeniging, 3 de mayo de 1987) es una deportista sudafricana que compite en lucha libre. Ganó una medalla de plata en los 2015. Ha ganado cuatro medallas de bronce en el Campeonato Africano de Lucha entre los años 2007 y 2015.

## Palmarés internacional
| Juegos Panafricanos | Juegos Panafricanos               | Juegos Panafricanos | Juegos Panafricanos |
| Año                 | Lugar                             | Medalla             | Categoría           |
| ------------------- | --------------------------------- | ------------------- | ------------------- |
| 2015                | Brazzaville (República del Congo) | Medalla de plata    | 55 kg               |
| Campeonato Africano |                                   |                     |                     |
| Año                 | Lugar                             | Medalla             | Categoría           |
| 2007                | El Cairo (Egipto)                 | Medalla de bronce   | 55 kg               |
| 2011                | Dakar (Senegal)                   | Medalla de bronce   | 55 kg               |
| 2015                | Alejandría (Egipto)               | Medalla de bronce   | 55 kg               |
| 2016                | Alejandría (Egipto)               | Medalla de bronce   | 60 kg               |